# 山口龍之介
山口龍之介（日语：／ Yamaguchi Ryūnosuke，1992年6月17日—），日本男性配音員。出身於東京都品川區。Atomic Monkey。父親是配音員山口勝平。B型血。

## 簡歷
山口龍之介本身沒有特別的工作萌生了成為配音員的想法。大學期間，他正在考慮未來的職業發展，社團裡的一個朋友正在讀配音學校。他喜歡表達、幽默，也喜歡動畫，所以就決定走這條路。他還說，他的父親山口勝平也是一名配音員，也對他產生了影響。
Atomic Monkey／配音演技研究所第10期畢業。2018年4月1日加入Atomic Monkey。

## 人物
他說他喜歡飾演充滿活力、精力充沛的角色，即使在那些精力充沛的角色中，也經常有人告訴他，他適合飾演膽小怕事、懦弱的角色，或者「弟弟般的角色」。
興趣、特長：落語、相撲觀戰、DJ2級許可。
未來他的目標是成為《Jump》漫畫的主角，或是演出兒童動畫，帶給孩子們笑容。
雖然他的名字的起源尚未公開透露，「龍之介」這名字的拼寫與《福星小子》裡的藤波龍之介相同。他的妹妹，配音員山口茜，與她父親勝平主演的《亂馬½》裡的女主角天道茜同名。

## 演出
粗體字表示主要角色。

### 電視動畫
2016年
- ONE PIECE（龍之助）

2018年
- 火之丸相撲（2018年—2019年，學生、記者、石高社員、男性、力士）

2019年
- 明治東京戀伽（年輕男子、男5、男學生1）
- 爆丸5 星域爭霸（男2）

2020年
- 別對映像研出手！（東西屋）
- Asatir 未來的傳說故事（日语：アサティール 未来の昔ばなし）（勞動者）

2021年
- 佐賀偶像是傳奇 捲土重來（重金屬樂迷）
- 丸少爺（2021年—2024年，旁觀者、男高中生 等）

2022年
- 闇影詩章F（2022年—2024年，奧馬斯[11]）
- 舞動不止（相良兵太）
- 哆啦A夢 (水田山葵版)（公寓房客）

2023年
- 小智是女孩啦！（搭訕男子）
- 百合是我的工作！（男學生）
- 勇者赫魯庫（卡巴諾）

2024年
- 花樣河童（日语：はなかっぱ）（嘎裡丸、河童藝人）
- 格鬥實況（學生、濱健的小弟）

2025年
- 拜託請穿上，鷹峰同學（男學生A）

### 電影動畫
- 尋找小魔女DoReMi（2020年，街上的人）
- 銀魂 THE FINAL（2021年）
- 龍與雀斑公主（2021年）
- 深海生存！（日语：科学漫画サバイバルシリーズ）（2021年，操作員）
- BLUE GIANT 藍色巨星（2023年）
- 名偵探柯南：100萬美元的五稜星（2024年，配送員）

### 網路動畫
- 爆丸 裝甲聯盟（2020年，男性賣家2）
- 新羅馬浴場（2022年，提圖斯的兒子）

### 外語配音

#### 電影
- 怪物奇兵 全新世代（2021年，莫迪·史密斯〈賈斯汀·羅蘭德〉[12]）

#### 電視影集
- 歌舞青春：再譜樂曲系列 (第3季)（衝擊）

#### 動畫
- 新樂一通（英语：New Looney Tunes）
- 小小樂一通大學（英语：Tiny Toons Looniversity）（2024年，頑皮兔[13]）
- 荒野機器人（2025年[14]）
- 命運拳台（日语：RINGING FATE）（2025年，狐耳男、白頭巾男）
- 無聊就會死（日语：B8station）（2025年，賽威爾星人男性）

### 廣播節目
※記號表示網路廣播。
- &CAST!!!時間 愛的吶喊！（日语：&CAST!!!アワー ラブエール!）（2019年—2020年，&CAST!!!（日语：&CAST!!!））—週四主持人※[15]
- 山口龍之介的大崎FREAK！（2020年—，FM品川（日语：エフエムしながわ））

### 旁白
- Amazon Audible（日语：Audible）[16]

### 電視節目
- 超逆境Quiz Battle!! 99人的牆壁（日语：超逆境クイズバトル!! 99人の壁）（攔截器演出）

### 朗讀劇
- eeo Stage reading 朗讀劇（2025年，遠藤孝二郎[17]）

### 其它
- 網路廣播「山口勝平、星守紗凪的Kappei流!? 聲音道場！（日语：山口勝平・星守紗凪のかっぺい流!?ボイス道場!）」節目內的有聲劇場（律音）
- autori（2024年，井上一樹[18]）
- 警視廳電信詐騙防止宣傳動畫

## 腳註

## 外部連結
- 山口龍之介｜Atomic Monkey （日語）
- 山口龍之介的X（前Twitter） （日語）